# BVDV-Verordnung
Die Verordnung zum Schutz der Rinder vor einer Infektion mit dem Bovinen Virusdiarrhoe-Virus (BVDV-Verordnung bzw. BVDVV) regelt die Pflichtuntersuchung von Rindern und deren Impfung gegen die Erkrankung Bovine Virusdiarrhoe/Mucosal Disease (BVD/MD) durch Landwirte.

## Zweck
Seit dem 1. Januar 2011 besteht in der Bundesrepublik Deutschland eine Pflichtsanierung der BVD/MD. Rechtsgrundlage ist die BVDV-Verordnung des Bundes, die sich an alle Betriebe richtet, die Rinder halten.

## Regelungen
Die zentrale Säule der Sanierung stellt die Untersuchungspflicht, die sich aus § 3 der Verordnung ergibt, dar. Ziel der Untersuchung ist es, BVD-Virusausscheider, sogenannte PI-Tiere, zu erkennen. Diese sind, nachdem sie diagnostiziert wurden, zum Schutz der übrigen Rinder eines Bestandes unverzüglich zu töten.
Weitere Vorschriften regeln das Verbringen von Rindern zwischen verschiedenen Betrieben sowie die Durchführung von Impfmaßnahmen.